# 군전
군전(軍田)은 고려 말 1391년(공양왕 3년)부터 군인을 양성하기 위해 한량 관리에게 분급하던 토지 및 그 제도이다.

## 개설
고려의 군인전은 선군(選軍)되는 일반 병사에게 주는 것이었음에 대하여, 이 군전은 양반 말류(末流) 내지 토호라고 할 특수층에게 주는 점이 현저한 대조가 된다. 그뿐 아니라 고려의 군인 및 부병(府兵)이 원칙상 양인 농민이라면, 군인전은 상당수의 양인에게도 수조권을 준 것임을 의미하는 반면에, 과전법의 군전이 한량에 국한되었다는 것은 농민의 큰 부분인 양인이 이번 급전(給田)에서 제외되었다는 것이 된다. 이것은 군자전(軍資田)도 부족한 당시의 실정으로는 불가피한 것이었으나 한량에게만은 급전하게 된 데에는 각 지방 토착세력에 대한 정치적 배려라고 생각할 수 있다.

## 같이 보기
- 둔전
- 고려의 토지제도
- 조선의 토지제도